# Cristóbal Magallanes Jara
Cristóbal Magallanes Jara (n. 30 iulie 1869, Q20248709⁠(d), Jalisco, Mexic – d. 25 mai 1927, Colotlán⁠(d), Jalisco, Mexic) a fost un preot mexican executat fără proces timpul regimului condus de generalul Plutarco Elías Calles. 
Papa Ioan Paul al II-lea l-a canonizat pe Cristóbal Magallanes Jara în anul 2000, rânduind sărbătorirea sa pe 25 mai, ziua în care a fost împușcat.

## În film
Rolul său în filmul Cristiada din anul 2012 a fost interpretat de actorul Peter O'Toole. A fost ultimul rol jucat de Peter O'Toole.